# Cynometra simplicifolia
Cynometra simplicifolia är en ärtväxtart som beskrevs av Hermann August Theodor Harms. Cynometra simplicifolia ingår i släktet Cynometra, och familjen ärtväxter. Inga underarter finns listade i Catalogue of Life.